# Tanguy (nome)
Tanguy  è un nome proprio di persona bretone e francese maschile.

## Varianti
- Bretone: Tangi[1]

## Origine e diffusione
Si tratta di un nome portato da un santo bretone del VI secolo; è composto dagli elementi tan ("fuoco") e gi ("cane").

## Onomastico
L'onomastico si festeggia il 19 novembre in memoria di san Tanguy, fondatore dell'abbazia Saint-Mathieu de Fine-Terre.

## Persone

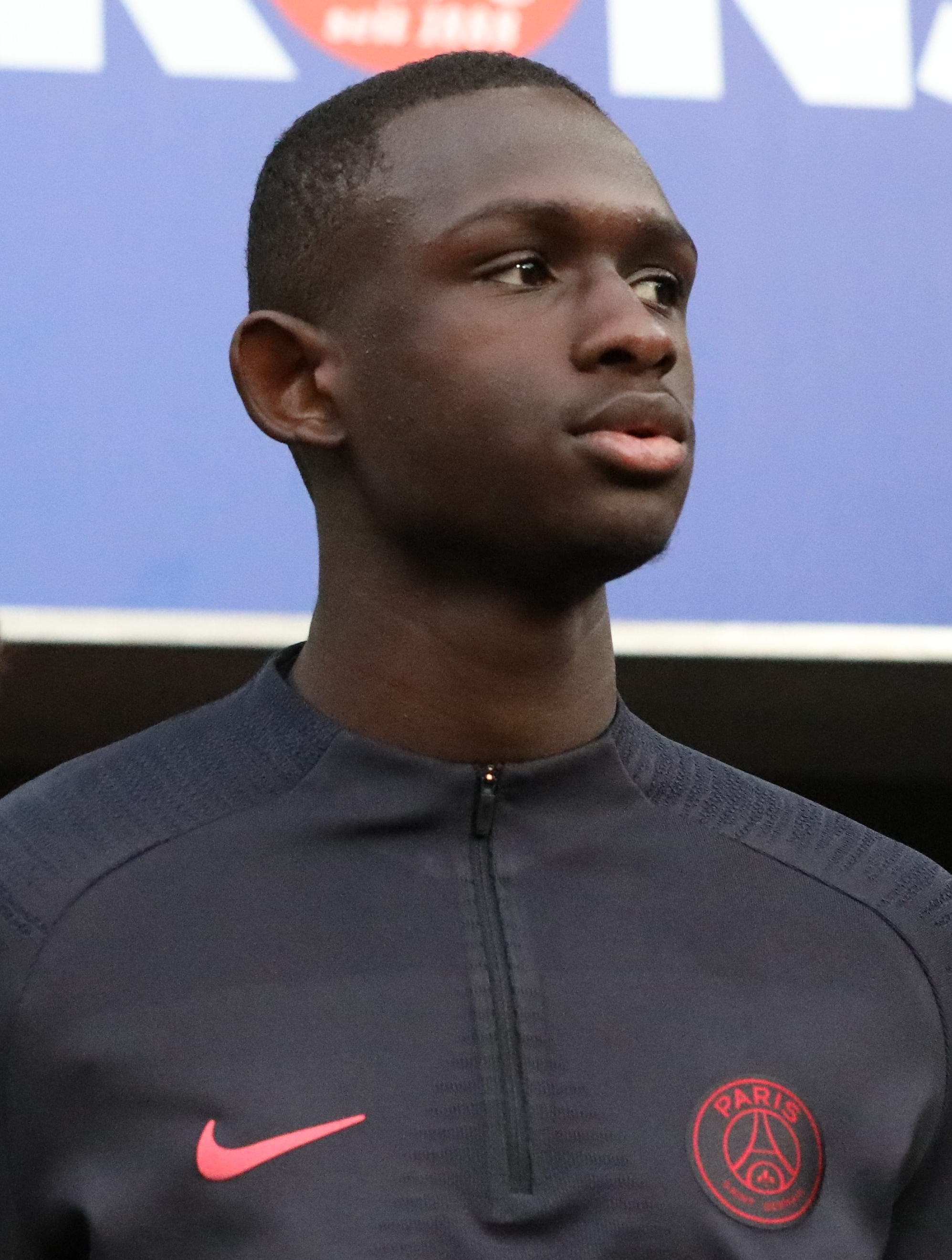
Tanguy Nianzou

- Tanguy Cosyns, hockeista su prato belga
- Tanguy Coulibaly, calciatore francese
- Tanguy Dailland, sciatore nautico francese
- Tanguy Ndombele, calciatore francese
- Tanguy Nef, sciatore alpino svizzero
- Tanguy Nianzou, calciatore francese